# Танаквіль
Танаквіль (*Thanchvil, д/н — після 579 до н. е.) — давньоримська цариця, політичний діяч Стародавнього Риму.

## Життєпис
Походила з аристократичного етруського роду, народилася у м. Тарквінії. Щодо дати та батьків немає відомостей. Проте ймовірно вони входили до правління містом-державою. Вийшла заміж за Луція Тарквінія. Проте напевне останній був не з середовища етруської знаті. На честь міста своєї дружини прийняв прізвище «Тарквіній». Втім амбіції Танаквілі вимагали більшого статуса для своєї родини, але чоловік внаслідок свого походження не міг зайняти вищих посад.
Тому Танаквіль вплинула на Тарквінія, щоб перебратися до Риму, де мала вагу етруська аристократія. Тут Танаквіль допомагала чоловікові (він додав до свого прізвища когномен Пріск) завоювати повагу громадян та стати наближеним до царя Анка Марція. Після смерті останнього у 616 році до н. е. Танаквіль вплинула на сенат, щоб Луцій Тарквіній отримав царську владу, незважаючи на дорослих синів Анка Марція.
За час володарювання Луція Тарквінія Пріска його дружина зберігала вплив на державні справи. За деякими відомостями, незадовго до смерті Пріска стала коханкою Сервія Туллія. Тому після вбивства чоловіка у 579 році до н. е. вона допомогла Сервію Туллію стати царем, в обхід своїх синів. Танаквіль одружила Сервія зі своєю старшою донькою. Подальша її доля невідома.

## Родина
Чоловік — Луцій Тарквій Пріск, цар Риму у 616–579 роках до н. е.
Діти:
- Тарквінія Пріма, дружина Сервія Туллія, царя Риму у 579–535 роках до н. е.
- Тарквінія Секунда, дружина Марка Юнія Брута (1), матір Луція Юнія Брута, (2), консула 509 року до н. е.
- Луцій, цар Риму у 535–509 роках до н. е.
- Арунс